# Os Mutantes
Os Mutantes — відомий бразильський музичний гурт в стилі психоделічного року, пов'язаний також з рухом тропікалія, заснований в 1960-тих роках. Гурт був заснований двома братами та вокалістом, проте пройщов через численні зміни складу протягом свого існування. Після паузи з кінця 1970-их до 2000-их років, гурт відновився в 2006 році.